# Batalha de Chilcheollyang
A batalha naval de Chilcheollyang ocorreu na noite de 28 de agosto de 1597. Isso resultou na destruição de quase toda a frota coreana.

## Antecedentes
Antes da batalha, o comandante naval anterior Yi Sun-sin, havia sido afastado de seu posto devido a uma conspiração japonesa. O menos experiente Won Gyun foi promovido no lugar de Yi. Won Gyun partiu para Busan em 17 de agosto com toda a frota, cerca de 200 navios.

## Batalha
A frota coreana chegou perto de Busan em 20 de agosto de 1597. Quando o dia estava prestes a terminar, eles encontraram uma força de 500 a 1 000 navios japoneses alinhados contra eles. Won Gyun ordenou um ataque geral à armada inimiga, mas os japoneses recuaram, deixando os coreanos prosseguirem. Depois de algumas trocas de ida e volta, com um perseguindo o outro, um recuando, os japoneses deram meia-volta uma última vez, destruindo 30 navios e espalhando a frota coreana.
Os homens de Won atracaram em Gadeok e correram para a praia para encontrar água, onde foram emboscados por 3 000 soldados inimigos sob o comando de Shimazu Yoshihiro. Eles perderam 400 homens e vários navios.
De Gadeok, Won recuou para o norte e oeste no estreito entre Geoje e a ilha de Chilchon, Chilchonnyang. Won Gyun então se retirou para sua nau capitânia e se recusou a ver qualquer pessoa. A frota inteira ficou no estreito por uma semana inteira.
Os comandantes japoneses se reuniram em 22 de agosto para planejar um ataque conjunto aos coreanos. Shimazu Yoshihiro transportou 2 000 de seus homens para Geoje, onde os colocou na costa noroeste, com vista para a frota coreana abaixo.
Na noite de 28 de agosto, uma frota japonesa de 500 navios entrou no estreito e atacou. Ao amanhecer, quase todos os navios coreanos foram destruídos.
Won Gyun fugiu para o continente, mas não conseguiu acompanhar seus homens. Ele se sentou sob um pinheiro até que os japoneses o encontrassem. Supõe-se que sua cabeça foi cortada.
Yi Eokgi também morreu durante a batalha após se afogar.

## Resultado
Antes da destruição em 28 de agosto, Bae Seol deslocou 12 navios para uma enseada mais abaixo no estreito e conseguiu escapar. Bae Seol incendiou os acampamentos em Hansando antes da chegada dos japoneses. Ele então navegou para o oeste com os 12 navios restantes, tudo o que restou da marinha coreana.